# Susie O'Neill
Susie O'Neill (Brisbane, 2 de agosto de 1973) é uma nadadora australiana, ganhadora de duas medalhas de ouro em Jogos Olímpicos. Detém o recorde de mulher com mais medalhas olímpicas na Austrália (oito), junto com Dawn Fraser, Leisel Jones e Petria Thomas.
Após ganhar um ouro e uma prata em sua primeira participação em uma competição em 1990 nos Jogos da Commonwealth, O'Neill nunca deixou de ganhar uma medalha nos compromissos internacionais que participou, mesmo até o seu final nas Olimpíadas de Sydney em 2000. Nas seltivas australianas de para Sydney 2000, ela rompeu os 19 anos de recorde mundial de Mary T. Meagher nos 200 metros borboleta, mas foi derrotada em Sydney pela americana Misty Hyman, inesperadamente.
Susie foi recordista mundial dos 200m borboleta em piscina olímpica, entre 2000 e 2002; e em piscina semi-olímpica entre 1999 e 2004.